# Instituto Internacional para la Unificación del Derecho Privado
El Instituto Internacional para la Unificación del Derecho Privado (conocida también por el acrónimo UNIDROIT, de su denominación en francés: Institut international pour l'unification du droit privé) es una organización internacional para la armonización del Derecho internacional privado; sus proyectos incluyen la redacción de convenciones internacionales y la producción de leyes modelo. Cuenta con 63 Estados miembros y su sede está en Roma (Italia).

## Estados miembros

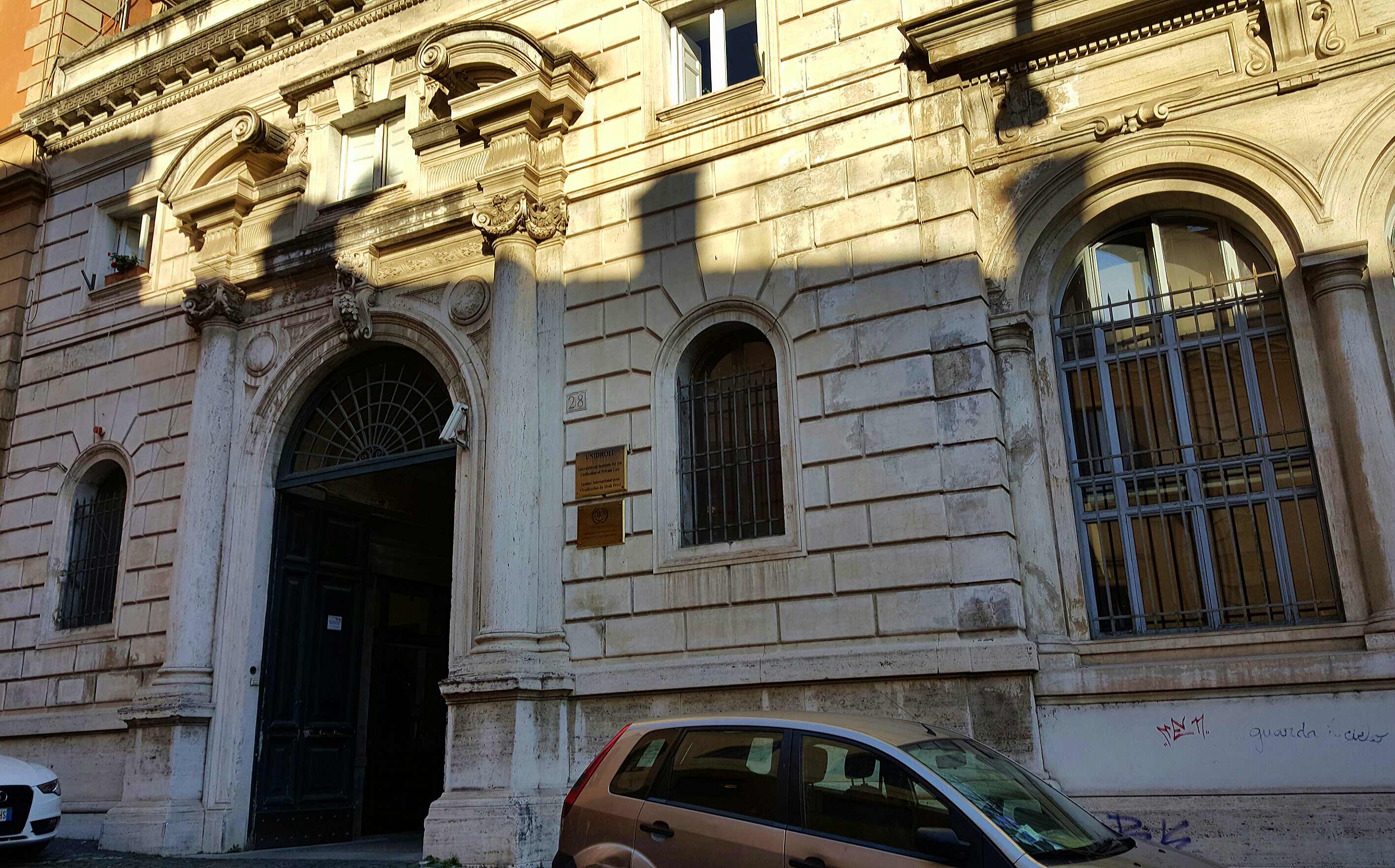
Sede de UNIDROIT en Roma

UNIDROIT cuenta con 63 Estados miembros, ubicados en Europa, África, Asia, América y Oceanía. Cada uno de estos Estados representa a sistemas jurídicos, económicos y políticos específicos, así como tradiciones culturales diferentes.
| Estado miembro                            | Año de adhesión |
| ----------------------------------------- | --------------- |
| Alemania                                  | 1940            |
| Arabia Saudita                            | 2009            |
| Argentina                                 | 1972            |
| Australia                                 | 1973            |
| Austria                                   | 1948            |
| Bélgica                                   | 1940            |
| Bolivia                                   | 1940            |
| Brasil                                    | 1940            |
| Bulgaria                                  | 1940            |
| Canadá                                    | 1968            |
| Chile                                     | 1951            |
| China                                     | 1986            |
| Colombia                                  | 1940            |
| Corea del Sur                             | 1981            |
| Croacia                                   | 1996            |
| Cuba                                      | 1940            |
| Chipre                                    | 1999            |
| República Checa                           | 1993            |
| Dinamarca                                 | 1940            |
| Egipto                                    | 1951            |
| Eslovaquia                                | 1993            |
| Eslovenia                                 | 1995            |
| España                                    | 1940            |
| Estados Unidos                            | 1964            |
| Estonia                                   | 2001            |
| Finlandia                                 | 1940            |
| Francia                                   | 1948            |
| Grecia                                    | 1940            |
| Hungría                                   | 1940            |
| India                                     | 1950            |
| Indonesia                                 | 2009            |
| Irán                                      | 1951            |
| Irak                                      | 1973            |
| Irlanda                                   | 1940            |
| Israel                                    | 1954            |
| Italia                                    | 1940            |
| Japón                                     | 1954            |
| Letonia                                   | 2006            |
| Lituania                                  | 2007            |
| Luxemburgo                                | 1951            |
| Malta                                     | 1970            |
| México                                    | 1940            |
| Nicaragua                                 | 1940            |
| Nigeria                                   | 1964            |
| Noruega                                   | 1951            |
| Países Bajos                              | 1940            |
| Pakistán                                  | 1964            |
| Paraguay                                  | 1940            |
| Polonia                                   | 1979            |
| Portugal                                  | 1949            |
| Serbia (se unió como R. F. de Yugoslavia) | 2001            |
| Reino Unido                               | 1948            |
| Rumania                                   | 1940            |
| Rusia (se unió como Unión Soviética)      | 1990            |
| San Marino                                | 1945            |
| Santa Sede                                | 1945            |
| Sudáfrica                                 | 1971            |
| Suecia                                    | 1940            |
| Suiza                                     | 1940            |
| Túnez                                     | 1980            |
| Turquía                                   | 1950            |
| Uruguay                                   | 1940            |
| Venezuela                                 | 1940            |

Líbano fue miembro de UNIDROIT de 1958 a 1964. Los países que han dejado de existir son antiguos Estados miembros, como es el caso de Checoslovaquia, Alemania Oriental, la República Árabe Unida y Yugoslavia.